# Patrick David Wall

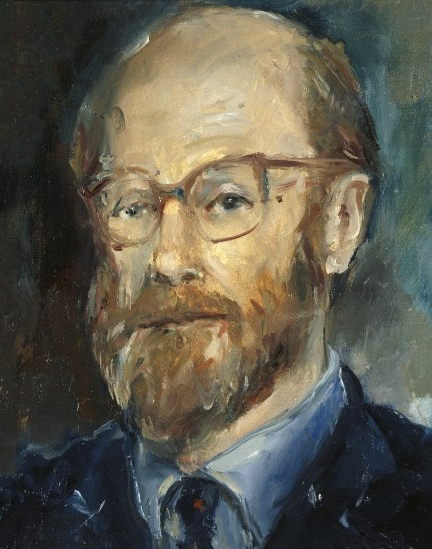
Patrick David Wall

Patrick David Wall, auch Pat Wall, (* 25. April 1925 in Nottingham; † 8. August 2001) war ein britischer Mediziner, Neurobiologe und Schmerzforscher.
Wall, dessen Vater Erziehungsdirektor für Middlesex war, besuchte die St. Paul’s School in London und studierte Medizin an der Universität Oxford (Christ Church College) und am Middlesex Hospital in London. Schon als Student wandte er sich den Neurowissenschaften zu. Bei seinem Bachelor-Abschluss 1948 hatte er schon drei wissenschaftliche Arbeiten veröffentlicht. Danach war er Instructor an der Yale School of Medicine. 1950 bis 1953 war er an der University of Chicago, wo er Assistant Professor wurde, 1953 bis 1955 an der Harvard University und ab 1957 Associate Professor und 1960 Professor am Massachusetts Institute of Technology. 1967 kehrte er nach Großbritannien zurück als Professor für Anatomie am University College London (in der Abteilung von John Zachary Young). 1990 ging er in den Ruhestand und setzte seine Forschung am St. Thomas Hospital fort.
Er war auch ab 1973 an der Hebräischen Universität in Jerusalem (mit eigenem Labor).
Wall entwickelte mit Ronald Melzack die Gate-Control-Theory der Schmerzen. Sie war eine Synthese der zuvor sich gegenüberstehenden Intensitätstheorie und Spezifizitätstheorie der Schmerzen und führte zu einer Umwälzung in der Schmerztheorie. Die Theorie entstand aus der paradoxen Beobachtung, dass die Intensität des Schmerzes häufig nicht mit dem Ausmaß von Verletzungen korreliert. Eine wesentliche Anregung kam von einem Buch des Chirurgen Willem Noordenbos, der der Frage nachging, warum die Durchtrennung von Nervenfasern bei chronischen Schmerzpatienten häufig nach einiger Zeit zu gegenteiligen Resultaten statt der erhofften Schmerzunterdrückung führt. Die erste Veröffentlichung dazu von 1962 fand kaum Aufmerksamkeit und die zweite in Science 1965 überwiegend negative Aufnahme. Erst mit darauf basierenden neuen Therapiemöglichkeiten, wofür Wall und William Herbert Sweet 1967 einen Pionierbeitrag leisteten, fand die Theorie breitere Anerkennung. Es entstand vor allem durch Norman Shealy die Transcutaneous Electrical Nerve Stimulation (TENS), zunächst in den 1970er Jahren als Screening-Werkzeug für DCS, und die Dorsal Column Stimulation (DCS, später Spinal Column Stimulation, SCS, genannt, Rückenmarkstimulation). Wall schrieb zwei populärwissenschaftliche Bücher über Schmerz.
Angeregt durch Verletzte aus dem Jom-Kippur-Krieg (die er zusammen mit dem Chirurgen Willem Noordenbos untersuchte) wandte er sich der Erforschung von Phantomschmerzen und Schmerzen als Folge der Verletzung von Nerven zu. Er führte chronische Schmerzen auf Veränderungen im zentralen Nervensystem zurück, was anfangs sehr kritisch aufgenommen wurde.
Er war Mitglied der American Academy of Arts and Sciences (1961), Fellow der Royal Society of Physicians (1984), der Royal Society of Anaesthesiologists (1992) und der Royal Society (1989). 1988 erhielt er die Sherrington Medal der Royal Society of Medicine und 1999 die Royal Medal. 1993 wurde er lebenslanges Mitglied der International Association for the Study of Pain.
Er war Herausgeber und Gründer der Zeitschrift Pain. Von ihm stammen rund 400 wissenschaftliche Veröffentlichungen, die erste mit 21 Jahren (erschienen in den Zeitschriften Brain und Nature).
Er war politisch linksgerichtet und antiautoritär, war politisch aktiv zum Beispiel gegen Apartheid und in Oxford Chairman des Socialist Club und Gründer des British Medical Students Journal, in dem er für die Gründung des National Health Service eintrat.
1996 wurde bei ihm Prostatakrebs diagnostiziert. Wall war dreimal verheiratet (zwei Ehen endeten in Scheidung). Zu seinen Hobbys gehörte das Beobachten von Vögeln.

## Schriften
- mit R. Melzack: The Challenge of Pain, Penguin 1982, 2. Auflage 1989
- Pain. The Science of Suffering, Columbia University Press 2002
- mit R. Melzack (Herausgeber):  The Textbook of Pain, Churchill Livingstone 1983, 4. Auflage 1999
  - Neuauflage Stephen B. MacMahon, Martin Koltzenburg (Hrsg.), Wall and Melzack's Textbook of Pain, Churchill-Livingstone, 5. Auflage 2006

Von ihm stammt auch ein Thriller.